# Bilgunda, Aland
Bilgunda là một làng thuộc tehsil Aland, huyện Gulbarga, bang Karnataka, Ấn Độ.